# お気に入りキーボード
お気に入りキーボード（おきにいりキーボード）は、長野テクトロンのプログラマブルキーボードのブランド。

## 概要
インターネットのお気に入りをワンタッチ表示できるキーボードとして2006年に発売開始した。後に一般的なアプリケーションのショートカットコマンドにも対応したキーボードProや、ヘビーユーザー向けの「お気に入りキーボードPro144」を発売した。キーの大きさを変更できるパーツなどもオプションとして販売している。

## 製品一覧
製品
- お気に入りキーボード (000-K05111) - ホームページやファイルをワンタッチ登録・表示
- お気に入りキーボードPro (000-K06082) - ショートカット作業をワンタッチ操作
- お気に入りキーボードPro144 (000-K07012) - 最大で144のショートカットの割付が可能